# Gabrielle Ritter-Ciampi
Gabrielle Ritter-Ciampi (París, 2 de novembre de 1886 - Paimpol, 18 de juliol de 1974) fou una soprano operística francesa.

## Biografia
Fou filla del baríton italià Enzo Ciampi-Cellai i de la soprano francesa Cécile Ritter-Ciampi (1859-1939), neboda del músic pianista i compositor francès Théodore Ritter (1840-1886, el seu veritable nom fou Toussaint Prévost), germà de la mare de Gabrielle, i neta del també compositor Eugène Prévost (1809-1872). Gabrielle va estudiar piano i als 16 anys va començar a rebre classes de cant dels seus pares, ambdós cantants.
Va començar la seva carrera el 1917 en el paper de Violetta de La traviata de Giuseppe Verdi i va ser contractada per l'Opéra-Comique de París el 1919. En aquest teatre va assolir molta fama com a cantants de papers d'òperes de Wolfgang Amadeus Mozart. Si bé va actuar principalment a França, no obstant això, va participar el 1932 al Festival de Salzburg, interpretant Mozart. També va cantar el paper principal de Esclarmonde de Jules Massenet a l'Opéra Garnier de París durant un efímer renaixement d'aquesta òpera, entre 1931 i 1934.
El 14 de febrer de 1930 va participar en un concert al Symphony Hall de Boston amb l'Orquestra Simfònica de Boston dirigida per Serge Koussevitzky, cantant en la primera part La demoiselle élue i en la segona Le martyre de Saint Sébastien, ambdues obres de Claude Debussy.
Considerada una soprano lírica amb bona tècnica i capaç d’arribar fàcilment a les notes agudes, sovint s'ha comparat amb la madrilenya de pares italians Adelina Patti, que tenia una veu similar.
La seva carrera va acabar després de la Segona Guerra Mundial. El seu darrer compromís va ser l'opereta Le oui des jeunes filles de Reynaldo Hahn, que va representar el 1949.